# Ginx eSports TV
Ginx eSports TV (anterior Ginx TV) este un canal de televiziune internațional dedicat eSporturilor. A fost lansat în august 2008 pe fosta platformă de satelit Boom TV din România. În 2018 este difuzat în 10 limbi în peste 50 de țări din Europa, Africa, Asia, Australia și Noua Zeelanda.
A fost redistribuit de Telekom TV (acum Orange România) și NextGen din 2013 până în 2018.

## Programe
- The Blurb -  Știri din gaming, review-uri și preview-uri.
- Culture Shock - Despre intrarea jocurilor video în televiziune, benzi desenate, muzică sau invers.
- Faster - Despre jocurile de curse.
- Gamesport - Despre jocurile video cu și despre sport.
- Games Envolved - Show despre succesiunea unui joc sau gen.
- Games Games Games - Review-uri pentru jocurile care sunt pentru copii.
- Get Fragged - Show ce urmărește jocurile shooter.
- The Ginx Masterchart - Top-uri cu best-seller-urile săptămânii.
- Ginx News - Știri despre lumea gaming-ului.
- The Ginx Vault - Jocuri vechi pentru console vechi.
- Planet of the Apps - Review-uri pentru aplicații de mobil.
- Rumble Pack - Top-uri care compară personaje, jocuri și genuri.
- The Quest - Show ce urmărește RPG-urile.

- Gameface - Difuzat prima dată în 2009. The Blurb i-a luat locul în 2011.
- Ginx Files - Sora show-ului Gameface.